# Lapónia (Finlândia)
A região da Lapónia (português europeu) ou região da Lapônia (português brasileiro) (em finlandês: Lappi; em lapônico setentrional: Lappi; em sueco: Lappland) é uma das 19 regiões da Finlândia.  Até finais de 2009 foi uma das seis províncias em que a República da Finlândia se encontrava organizada político-administrativamente. A sua capital administrativa é a cidade de Rovaniemi. A Lapónia finlandesa faz parte de uma região geográfica maior chamada Lapónia.
A província finlandesa da Lapónia tinha cerca de 186 500 habitantes em 2004 e cerca de 182 000 em 2014, o que representava 3,6% da população total da Finlândia. A densidade populacional é claramente a mais baixa do país. As principais cidades da região, além da capital Rovaniemi, são Kemi, Tornio, Kemijärvi e Inari.
Os municípios da província cooperam num Conselho Regional. A Lapónia finlandesa faz fronteira com a região da Ostrobótnia do Norte a sul, sendo rodeada também pelo Golfo de Bótnia a sudoeste, pelo Condado de Bótnia Setentrional da Suécia a oeste, pela Noruega a norte e pelo Oblast de Murmansk da Rússia a leste. Em algumas partes do mundo, como o Reino Unido, Irlanda e a própria Finlândia, a propaganda comercial considera esta região como o lugar onde mora o Joulupukki, Pai Natal ou Papai Noel.

## Municípios

Mapa administrativo da região da Lapónia (legenda em finlandês)

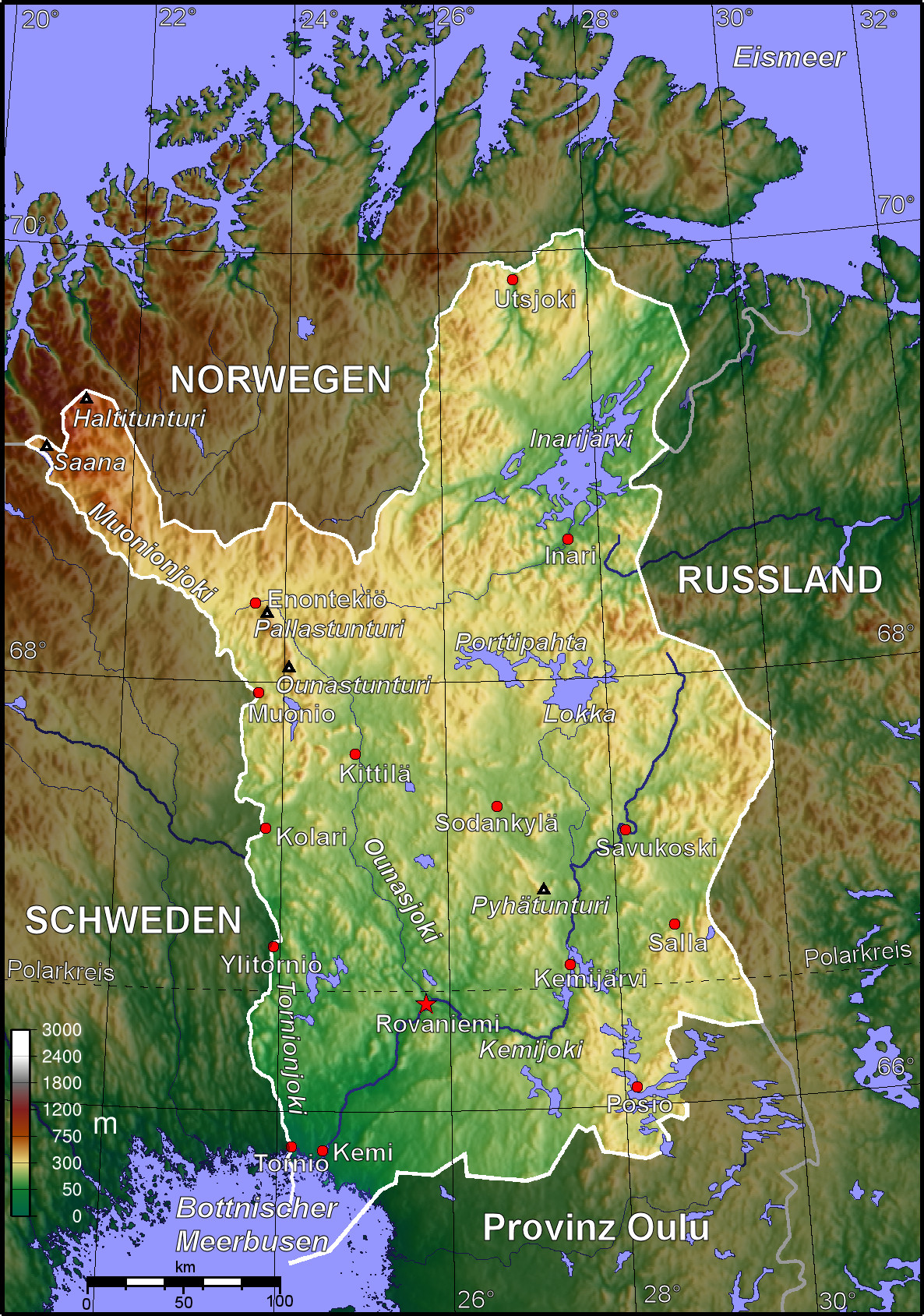
Mapa topográfico da região da Lapónia (legenda em alemão)

A região da Lapónia finlandesa conta com 21 municípios, dos quais quatro são cidades (em destaque):
| - Enontekiö (em sueco Enontekis) (em lapônico setentrional Eanodat) (em lapônico de Inari Iänudâh) - Inari (em sueco Enare) (em lapônico setentrional Anár) (em lapônico de Inari Aanaar) (em lapônico escolto Aanar) - Kemi (em lapônico setentrional Giepma) - Kemijärvi (em lapônico de Inari Kemijävri) (em lapônico setentrional Giemajávri) - Keminmaa - Kittilä (em lapônico de Inari Kittâl) (em lapônico setentrional Gihttel) - Kolari - Muonio (em lapônico setentrional Muoná) - Pelkosenniemi (em lapônico de Inari Pelkosnjargâ) - Pello - Posio | - Ranua - Rovaniemi (em lapônico de Inari Ruávinjargâ) (em lapônico setentrional Roavvenjárga, Roavenjárga) (em lapônico escolto Ruäˊvnjargg) - Salla - Savukoski (em lapônico de Inari Suovâkuoškâ) (em lapônico setentrional Suovvaguoika) - Simo - Sodankylä (em lapônico de Inari Suáđigil) (em lapônico escolto Suäˊđjel) (em lapônico setentrional Soađegillil) - Tervola - Tornio (em sueco Torneå) (em lapônico setentrional Duortnus) - Utsjoki (em lapônico setentrional Ohcejohka) (em lapônico de Inari Uccjuuhâ) (em lapônico escolto Uccjokk) - Ylitornio (em sueco Övertorneå) (em lapônico setentrional Badje-Duortnus) |

### Antigos municípios
- Alatornio (em sueco Nedertorneå)
- Karunki (em sueco Karungi)
- Kemijärven maalaiskunta
- Petsamo (em lapônico escolto Peäccam) (em lapônico setentrional Beahcán)
- Rovaniemen maalaiskunta (em sueco Rovaniemi landskommun) (em lapônico setentrional Roavvenjárgga dálongielda)

### Sub-regiões
- Itä-Lapi
- Kemi–Tornio
- Pohjois-Lapi
- Rovaniemi
- Torniolaakso
- Tunturi-Lapi